# Kamenický Šenov
Kamenický Šenov (německy Steinschönau) je město v okrese Česká Lípa v Libereckém kraji. Leží v nadmořské výšce 350–550 m na hranici dvou geomorfologických celků – Českého středohoří a Lužických hor, jež jsou zároveň stejnojmennými chráněnými krajinnými oblastmi. Žije zde přibližně 3 800 obyvatel. Město má dopravní spojení s Děčínem i Českou Lípou, prochází jím silnice první třídy I/13.

## Historie
Ves patrně založili Lužičtí Srbové. První písemná zmínka o Kamenickém Šenově pochází z roku 1352, tehdy s jménem Sonow, jméno se pak postupně měnilo. Patřila k panství Hynka Berky z Dubé, v roce 1427 obec převzali páni z Vartenberka. V 17. století panství koupil Radslav Kinský z Vchynic, a místo se stává hlavně díky jemu centrem sklářství. V té době se používají sklářské techniky jako např. malba, broušení a rytí skla. Dodnes zde existuje i sklářská škola, jejíž předchůdkyně byla založena roku 1856. Zdejší obchodníci dokázali proniknout se sklem do zahraničí již od roku 1623. Na městys byla obec povýšena roku 1849. První sklářská huť vznikla roku 1886. V tomto roce byla do města přivedena i železnice. V roce 1900 byl Kamenický Šenov povýšen na město.
Díky železničnímu spojení (železniční zastávka v Kamenickém Šenově a na horním nádraží Kamenický Šenov-Prácheň) a své atraktivní poloze se město vyprofilovalo k významnému letovisku. Na začátku 30. let 20. století se ve městě nacházely dva lékaři a lékárna, pošta a telefon, spořitelna „Kreditanstalt der Deutschen”, koupaliště, dvě fotbalová hřiště, městské divadlo s kinem. V roce 1928 zřídil „Verein Rekonvaleszentenheim Warnsdorf” (Spolek Rekonvalescentní ústav Varnsdorf) na západním úpatí Šenovského vrchu zotavovnu pro přírodní léčení (Erholungsheim für natürliche Heilweise) s prameny, koupelemi a vegetariánskou stravou. Ubytování hostů poskytoval hotel Mercantile a mnoho dalších hostinců ve městě i okolí. Denní menu stálo 20–30 Kč, týdenní 140–210 Kč, oběd 10–15 Kč, večeře 6–10 Kč, lůžko 8 Kč, celý pokoj 10–15 Kč. Cesta vlakem do České Kamenice trvala deset minut, do Děčína a České Lípy jednu hodinu. Poštovní autobusy spojovaly Českou Kamenici a Bor (Haida). V okolí města mohli turisté a letní hosté podniknout výlety na Panskou skálu, k lesní restauraci Oberwald, na Šenovský vrch s restaurací, na Zámecký vrch se zříceninou Kamenického hradu, rozhlednou a restaurací, na Slunečnou, na Bildstein s restaurací atd. V roce 1945 bylo německé obyvatelstvo, které dosud tvořilo většinu, vysídleno na základě Benešových dekretů a došlo ke kompletní výměně obyvatelstva.

## Obyvatelstvo

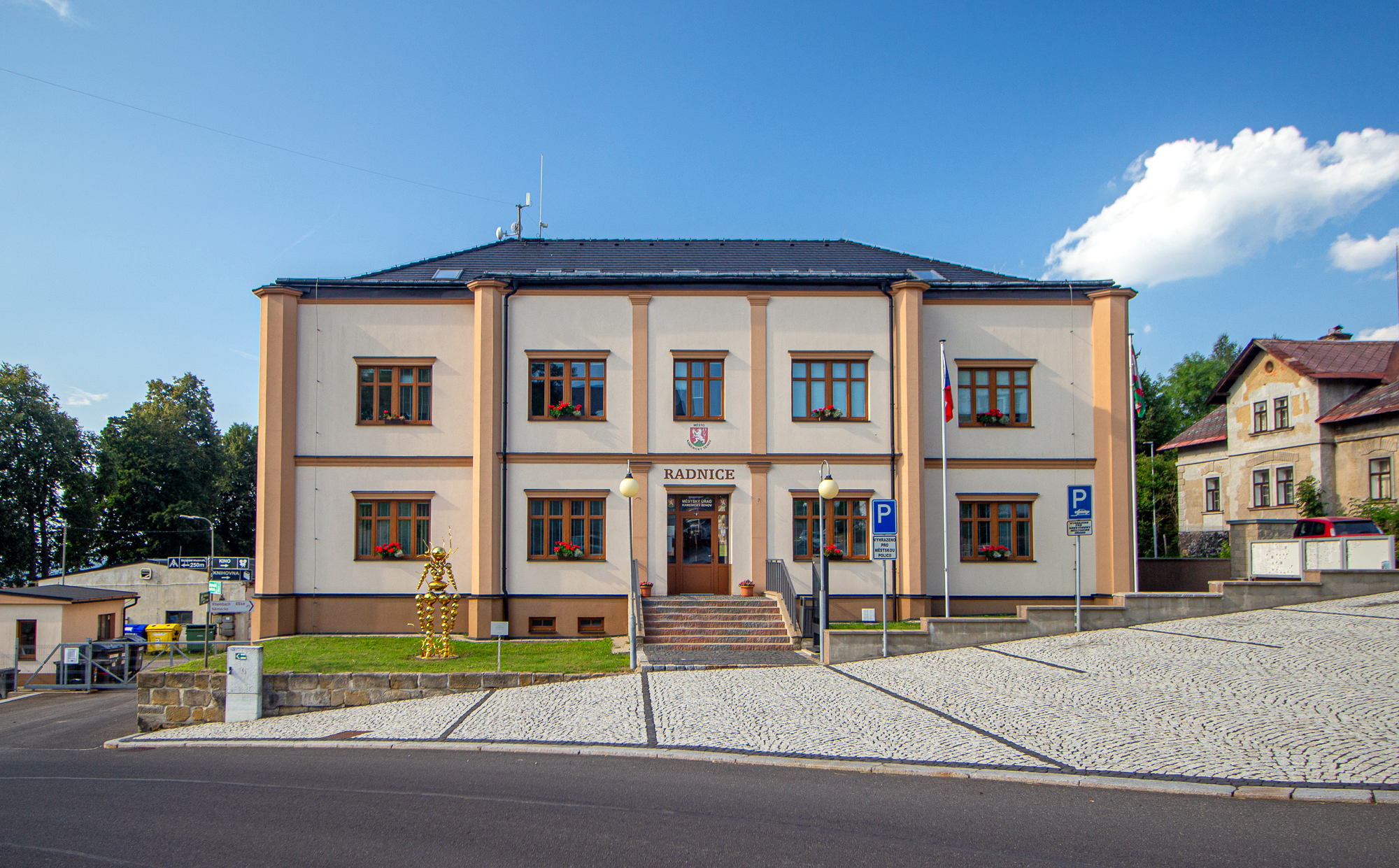
Radnice, dnes sídlo městského úřadu

Při sčítání lidu v roce 1921 ve městě žilo 4 699 obyvatel (z toho 2 250 mužů), z nichž bylo 499 Čechoslováků, 4 137 Němců, čtyři příslušníci jiné národnosti a 59 cizinců. Většina (4 425 osob) se hlásila k římskokatolické církvi, ale žilo zde také 84 evangelíků, dva členové církve československé, čtyři židé, 122 členů nezjišťovaných církví a 62 lidí bez vyznání. Podle sčítání lidu z roku 1930 mělo město 5 340 obyvatel: 820 Čechoslováků, 4 436 Němců, jednoho příslušníka jiné národnosti a 83 cizinců. Římských katolíků bylo 4 293, 112 lidí patřilo k evangelickým církvím, devět k církvi československé, sedm k izraelské, 127 ke starokatolické a šest k nezjišťovaným církvím. Zbývajících 786 lidí bylo bez vyznání.
| Rok            | 1869  | 1880  | 1890  | 1900  | 1910  | 1921  | 1930  | 1950  | 1961  | 1970  | 1980  | 1991  | 2001  | 2011  | 2021  |
| -------------- | ----- | ----- | ----- | ----- | ----- | ----- | ----- | ----- | ----- | ----- | ----- | ----- | ----- | ----- | ----- |
| Počet obyvatel | 3 813 | 4 410 | 5 038 | 5 080 | 5 306 | 4 699 | 5 340 | 3 176 | 3 364 | 3 329 | 3 753 | 3 695 | 3 649 | 3 649 | 3 389 |
| Počet domů     | 461   | 543   | 593   | 647   | 702   | 722   | 839   | 814   | 650   | 657   | 622   | 718   | 726   | 754   | 754   |

## Místní části
- Kamenický Šenov
- Prácheň

## Doprava
Mezi Českou Kamenicí a Kamenickým Šenovem byla zbudována 4,5 km dlouhá železnice. Otevřena byla 10. února 1886. V roce 1903 byla prodloužena přes Prácheň až do České Lípy. V září 1979 byla trať zrušena, na její původní části z České Kamenice do Kamenického Šenova byl zachován provoz nákladními vlaky. Kvůli špatnému stavu byla doprava ukončena v roce 1992 i zde. O 3 roky později se nejstarší části trati ujal Klub přátel lokálky, provedl její opravu a v létě 1996 zahájil sezonní provoz historickými parními a motorovými vlaky. V roce 2008 trať zakoupil Klub železničních cestovatelů, který v roce 2011 na trati obnovil provoz turistických vlaků. V roce 2016 se tzv. Kamenický motoráček stal součástí sítě turistických linek veřejné dopravy v systému Doprava Ústeckého kraje Archivováno 18. 8. 2020 na Wayback Machine. a provoz vlaků, vedených historickými motorovými vozy, byl rozšířen na víkendy a svátky od jara do podzimu. Od roku 2019 jezdí vlaky po trati Česká Kamenice - Kamenický Šenov v letním období navíc i v pracovní dny. Zároveň KŽC začal se systematickou opravou trati .
Město se stalo součástí účelového svazku obcí (spolu s Českou Lípou, obcemi Horní Libchava, Volfartice a Nový Oldřichov) nazvaného Cyklostezka Varhany. Její budování začalo 16. října 2007, vede zčásti po tělesu zrušené železniční trati z České Lípy. Poslední úsek byl dokončen koncem srpna 2013 a 6. září 2013 byl slavnostně otevřen.

## Společnost

### Školství

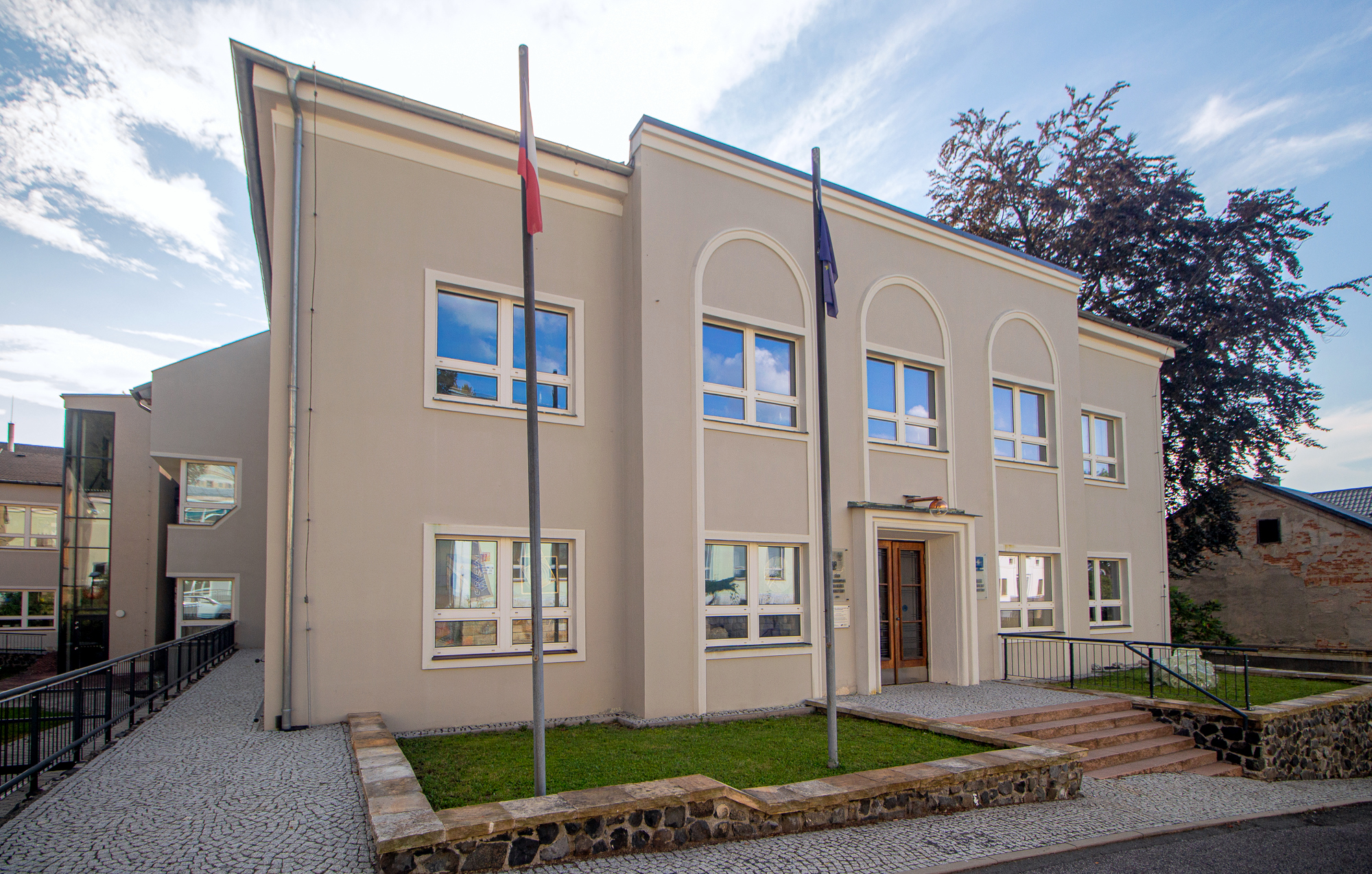
Budova střední umělecké školy sklářské

Roku 1856 zde vznikla odborná sklářská škola, první toho typu v Evropě. Působí zde dodnes, má však problém s úbytkem žáků a financováním. Dalším problémem je v roce 2013 obsazení postu ředitele školy vedením Libereckého kraje a následná petice za jeho odstoupení. Ředitel nakonec rezignoval. V současné době má škola nového ředitele, úspěšně se rozvíjí, spolupracuje s významnými firmami regionu Novoborska. Úbytek žáků se podařil zvrátit a škola prosperuje.

### Sport
Fotbalový tým mužů zakončil sezonu 2010/2011 v II. třídě okresu Česká Lípa na 5. místě čtrnáctičlenné tabulky. O rok později stejnou soutěž ukončili na 11. místě.

## Pamětihodnosti

### Sklářské muzeum

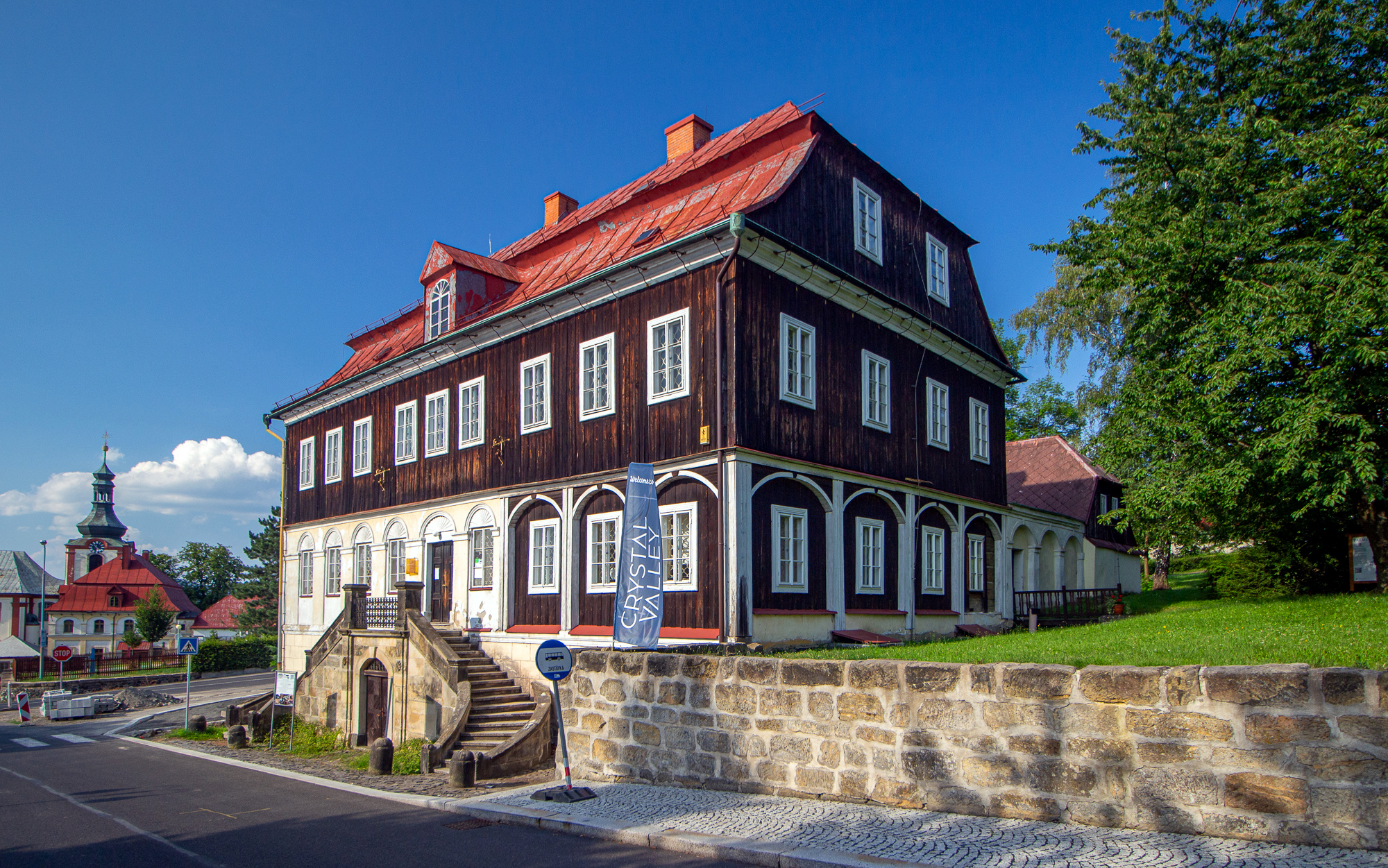
Sklářské muzeum

Nejčastějším cílem turistů je právě sklářské muzeum, jehož expozice zahrnuje historii sklářství, ryté a broušené sklo ze zdejší oblasti, ale také lustry a svítidla firmy J. & L. Lobmeyr v historizujícím slohu. Muzeum bylo otevřeno v červenci roku 1949 v stavení postaveném v roce 1770. Dříve zde byla poštovní přepřahací stanice se zájezdním hostincem a od roku 1919 zde měla své sídlo pobočka vídeňské sklářské firmy J. & L. Lobmeyr. V muzeu se pořádají dodnes výstavky místních sklářů a kulturní akce města. Od roku 1996 se zde pořádají trienále Mezinárodních sympozií rytého skla.

### Církevní stavby
Ve městě samotném je barokní kostel Narození svatého Jana Křtitele z let 1715-1718, vybudovaný na základech staršího dřevěného kostelíku. Nad vstupním portálem je barevný erb rodu Kinských doplněný Řádem zlatého rouna. 

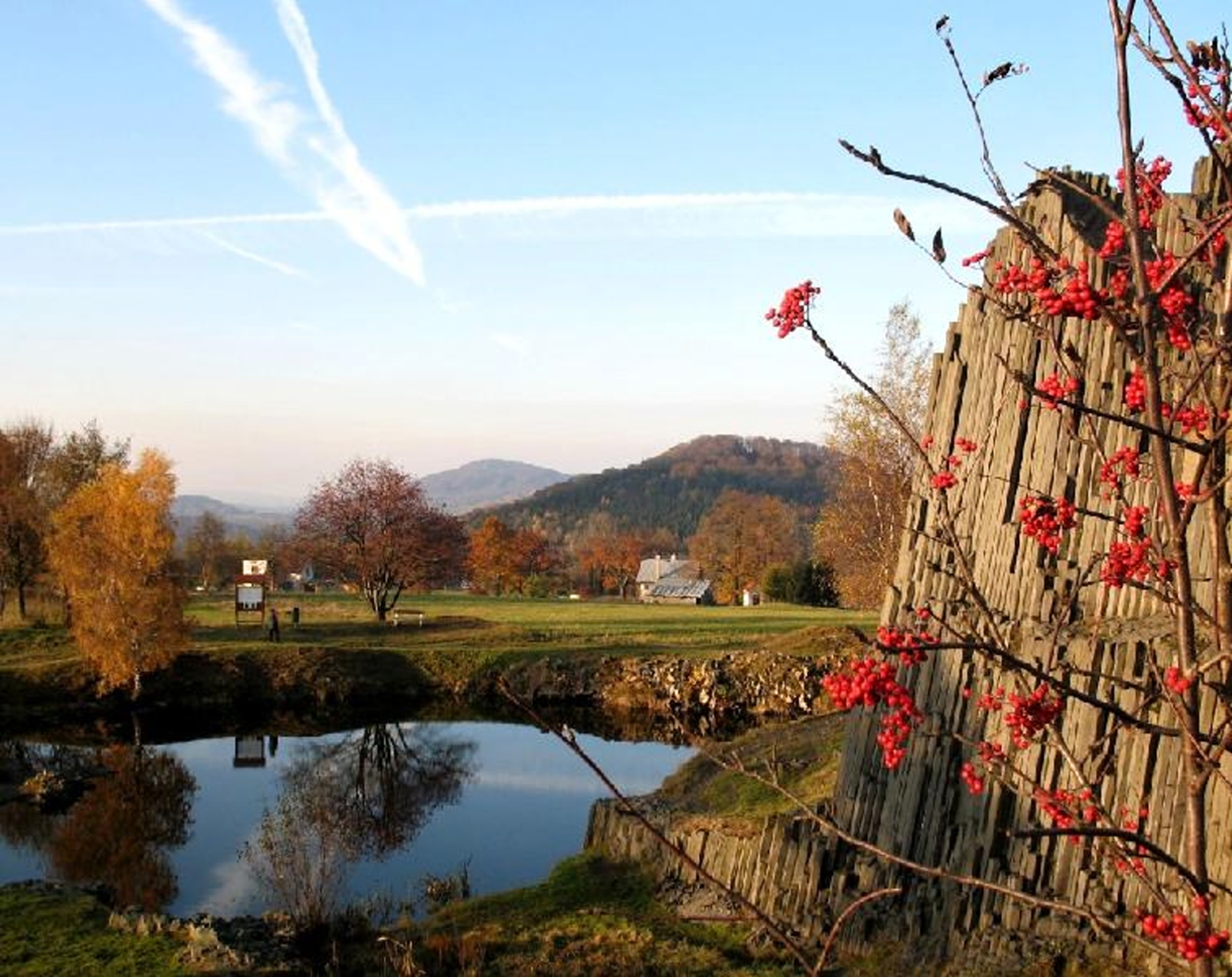
Panská skála na Práchni

U severní strany kostela je zbytek starého sklářského hřbitova s velkolepými náhrobky bohatých sklářských rodin, o který se stará a který postupně renovuje občanský spolek „Sonow”. Starý hřbitov je jakousi sochařskou galerií pod širým nebem. K nejcennějším patří pomníky z dílny rodiny Maxů z nedalekého Sloupu. Poblíž kostela je barokní fara s mansardovou střechou.

### Panská skála
Dalším cílem turistů jsou proslulé čedičové varhany – národní přírodní památka Panská skála v nedaleké Práchni, dosahující nadmořské výšky 598 m n. m. Kvůli stavbě příliš velkého parkoviště u Varhan s využitím dotací EU se zde konalo místní referendum. Kvůli malé, 30% účasti zamítavý postoj hlasujících místní samospráva neakceptovala a parkoviště bylo postaveno podle projektu. 
V Kamenickém Šenově stojí u kostela svatého Jana Křtitele asi osm metrů vysoký památník ve tvaru pyramidy z čedičových sloupů z Panské skály, slavnostně odhalený k padesátému výročí založení místního německého Spolku c. k. válečných veteránů (r. 1912) na počest císaře Františka Josefa I. Přední stranu tehdy zdobil bronzový reliéf s portrétem císaře, deska s věnováním a nejvyšší sloup byl korunován bronzovým dvouhlavým orlem. Po 1. světové válce umístil spolek německých veteránů kolem pomníku desky se jmény padlých, které byly po 2. světové válce odstraněny i s reliéfem císaře a dvouhlavým orlem. Pomník byl přeměněn na památník obětem nacismu.

### Další místa
- Severovýchodně od města se pak nachází 633 m vysoký Šenovský vrch[27] a nedaleko též místo zvané Na vyhlídce s dalekým rozhledem. Na západní straně Šenovského vrchu byly roku 1928 založeny přírodní lázně zdejším Spolkem pro přírodní léčbu. K oblíbeným lázním byla přistavěna budova, která v období II. světové války sloužila jako nemocnice a po roce 1945 jako ozdravovna, ještě později byla rekreačním střediskem.[28][pozn. 1]
- Díky finančním prostředkům nadace Proměny město obnovilo v roce 2008 dva velké městské parky.[29] Mají být využívány i pro společenské akce a rekreaci.[30] Jedná se o Dvořáčkův park, který se nachází mezi náměstím, domem s pečovatelskou službou a šenovskou sklářskou školou.[29] V parku je jak dětské hřiště Horská tak i altán Havlíčkova.[29] Druhým parkem je Janurův park, který leží na břehu Šenovského potoka.[29] Zde bylo zřízeno dětské hřiště Odboje, jež bylo určeno hlavně pro děti z blízké základní školy.[29]
- V severní, níže položené části města je za sídlištěm kopec Stráž (451 m n. m.). Pod ním je funkční koupaliště a naučná stezka Okolím křížové cesty.
- Firma Elias Palme & Co. – bývalá továrna na výrobu lustrů, kulturní památka

### Kino Hvězda

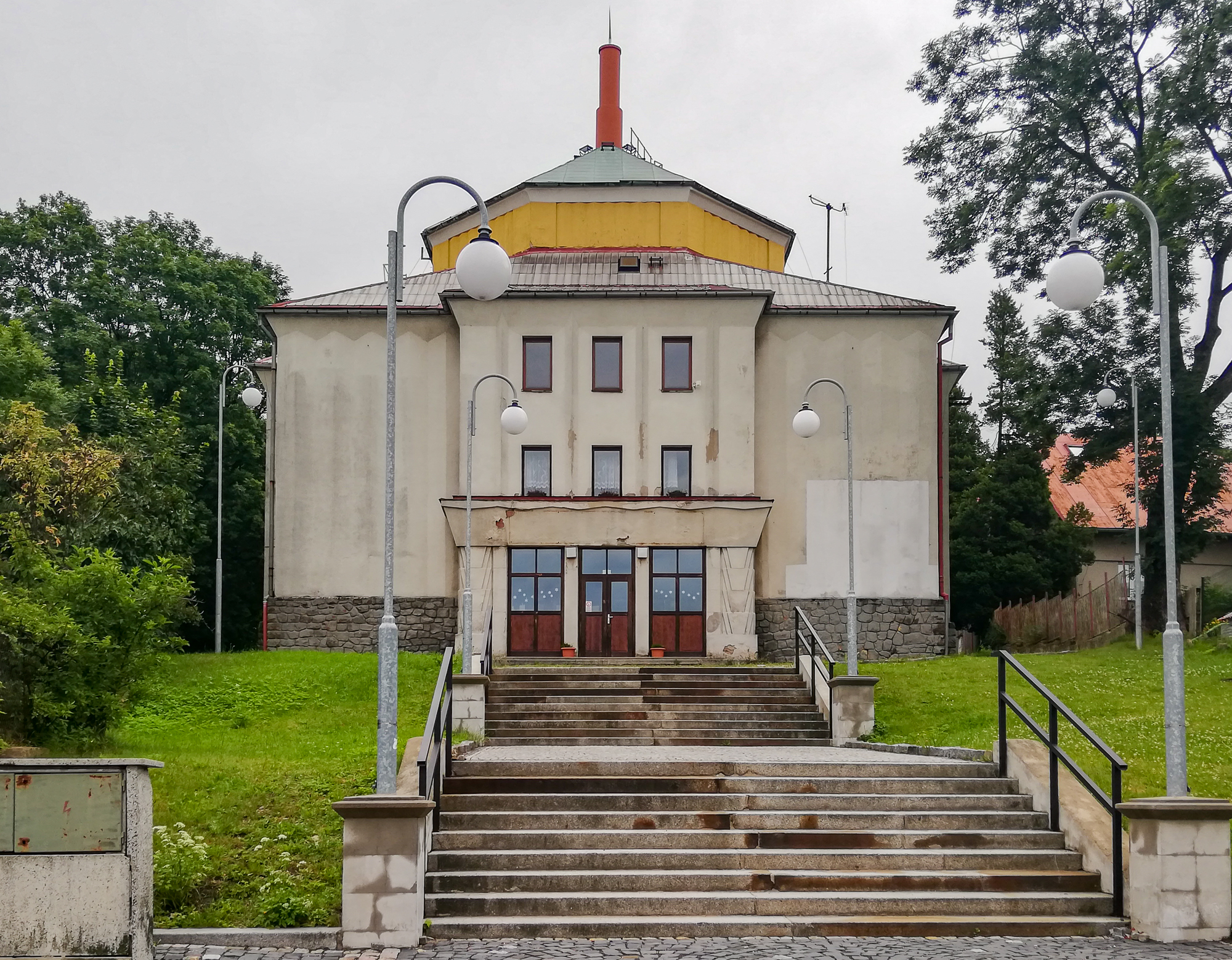
Kino Hvězda (2020)

Bylo postaveno v roce 1926 jako kino i divadlo. Autorem architektonického návrhu byl zdejší rodák Leo Kammel (1885–1948). Po roce 1970 byl vnitřek budovy upraven, byl snížen strop, odstraněn balkon i orchestřiště a upraveno širokoúhlé kino. V něm bylo zahájeno promítání roku 1980. V patře byla upravena kinokavárna. Později bylo rozšířeno hlediště, upraveno vytápění, v roce 2007 bylo přestavěno ozvučení na systém Dolby stereo. Pro malou návštěvnost město rozhodovalo počátkem roku 2013 o dalším využití objektu.

## Rodáci a osobnosti
- Georg Franz Kreybich (1662–1736), zakladatel sklářského exportu z města a okolí
- Josef Palme (1701–1747), zakladatel tradice výroby křišťálových lustrů
- Franz Jacob Heinrich Kreibich (1759–1833), katolický duchovní, kartograf a přírodovědec
- Ignaz Pallme (1807–1877), cestovatel a africký badatel
- Jan Dvořáček (1825–1898), malíř, první ředitel sklářské školy
- Elias Palme (1827–1893), sklářský průmyslník, zakladatel továrny na výrobu lustrů
- Ignaz Krause (1829–1900), rakouský podnikatel a politik, poslanec a starosta Kamenického Šenova
- Franz Friedrich Palme (1858–1929), sklářský průmyslník
- Gustav Ahne (1861–1925), malíř skla, pedagog a autor povídek a básní v místním dialektu
- August Palme (1867–1937), sklářský historik a kronikář
- Wilibald Franz Kammel (1879–1953), rakouský pedagog a psycholog, vynálezce esteziometru
- Harry Palme (1882–1955), sklářský průmyslník, historik, archeolog a sběratel
- Leo Kammel (1885–1948), rakouský architekt
- Paul Eiselt (1887–1961), sklářský výtvarník
- Hermann Eiselt (1895–1974), sklářský výtvarník
- Georg Ahne (1921–1983), prelát a generální vikář drážďansko-míšeňského biskupství

## Partnerská města
- Rheinbach, Německo